# Ландвахт
Ландвахт — воєнізоване формування, створене за наказом рейхскомісара Нідерландів Артура Зейсс-Інкварта у 1940 році як допоміжна поліція.

## Історія
У 1940 році райхскомісар Нідерландів Артур Зейсс-Інкварт ініціював створення воєнізованих формувань Націонал-соціалістичного руху Нідерландів, що отримали назву «Ландвахт Нідерланд». Вони виконували функції допоміжної поліції й використовувались в акціях проти євреїв, комуністів та інших «ворожих і небажаних елементів»
12 березня 1943 року формування «Ландвахту» були об'єднані у полк, що отримав назву 1-го гренадерського полку, який у свою чергу увійшов до складу Ваффен-СС.
У 1944 році два батальйони полку було перекинуто до Бельгії, де у вересні вони взяли участь у боях з англо-американськими військами, зазнавши великих втрат. Пізніше полк було розгорнуто у бригаду, а в лютому 1945 року перетворено на дивізію. Дивізія брала участь в обороні по лінії Рейну на ділянці між Бетувом і Рененом. Окремі групи бійців продовжували опір до самої капітуляції Німеччини.